# Minyomerus aeriballux
Minyomerus aeriballux (лат.) — вид жуков-долгоносиков рода Minyomerus из подсемейства Entiminae. Северная Америка.

## Распространение
США, Нью-Мексико, Техас.

## Описание
Мелкие жуки-долгоносики, длина самок от 5,25 до 6,49 мм; длина рострума (хоботка) 0,70—0,84 мм. Длина самцов 4,74—4,97 мм. Отличается неровными рядами щетинок и грубой пунктировкой на надкрыльях. Основная окраска тела от красновато-коричневой до чёрной.
Покровы несут прижатые чешуйки (мелкие и беловатые и золотистые), которые имеют субокруглую форму и сзади перекрываются; голова направлена немного вентрально; задние лапки короче, чем задние голени; на всех лапках отсутствуют подушечки щетинок, но имеются толстые шипики.
Ассоциированы с такими растениями, как полынь (Artemisia filifolia, Asteraceae). Личинки предположительно питаются на корнях растений.
Вид впервые описан в 2015 году американскими энтомологами Майклом Янсеном (Michael Andrew Jansen) и Нико Францем (Nico M. Franz; Arizona State University, Темпе, США).